# مقتل أيمن الظواهري
قُتل أيمن الظواهري زعيم تنظيم القاعدة في 31 يوليو 2022، في كابل، عاصمة أفغانستان، بغارة جوية بطائرة مسيرة، في عملية رُجح أن تكون بإشراف وتنفيذ وكالة المخابرات المركزية الأمريكية. وقد أعلن عن مقتله في 1 أغسطس 2022. وقال مسؤول رفيع في الإدارة الأمريكية في بيان صحفي، إنه: «خلال عطلة نهاية الأسبوع، شنت الولايات المتحدة عملية لمكافحة الإرهاب ضد هدف مهم للقاعدة في أفغانستان. كانت العملية ناجحة ولم تُخلّف خسائر مدنية». نفت وزارة الدفاع الأمريكية مسؤوليتها عن الغارة، بينما امتنعت القيادة المركزية الأمريكية عن التعليق. قالت حركة طالبان إن الغارة استهدفت منزلًا سكنيًا في حي شير بور في كابل. ذكرت صحيفة نيويورك تايمز وفقًا لمصادرها الخاصة، أن المنزل الذي قُتل فيه الظواهري كان مملوكًا لأحد كبار مساعدي وزير الداخلية سراج الدين حقاني، أحد كبار القيادات في حكومة طالبان. وقال مسؤول أمريكي رفيع المستوى لصحيفة نيويورك تايمز إن الظواهري أصيب بصاروخين حين كان واقفًا في إحدى شرفات المنزل، وتوقع أن تكون الصواريخ من نوع إيه جي إم-114 هيلفاير.

## العملية
نُفذت الغارة عند الساعة 6:18 من صباح يوم الأحد 31 يوليو 2022 بتوقيت أفغانستان، في حي شير بور الراقي بالعاصمة الأفغانية كابل.

## ردود الفعل
أدانت حركة طالبان عبر بيان صادر عنها، عملية قتل الظواهري.